# Football Club Viktoria Plzeň 2012-2013
Questa voce raccoglie le informazioni riguardanti il Football Club Viktoria Plzeň nelle competizioni ufficiali della stagione 2012-2013. 

## Rosa
| N. |                       | Ruolo | Calciatore         |
| -- | --------------------- | ----- | ------------------ |
| 1  | Slovacchia (bandiera) | P     | Matúš Kozáčik      |
| 2  | Rep. Ceca (bandiera)  | D     | Lukáš Hejda        |
| 5  | Rep. Ceca (bandiera)  | C     | Marek Hanousek     |
| 6  | Rep. Ceca (bandiera)  | C     | Matěj Končal       |
| 7  | Rep. Ceca (bandiera)  | C     | Martin Zeman       |
| 8  | Rep. Ceca (bandiera)  | D     | David Limberský    |
| 9  | Russia (bandiera)     | A     | Roman Adamov       |
| 10 | Rep. Ceca (bandiera)  | C     | Pavel Horváth      |
| 11 | Rep. Ceca (bandiera)  | C     | Martin Fillo       |
| 12 | Slovacchia (bandiera) | A     | Michal Ďuriš       |
| 13 | Rep. Ceca (bandiera)  | P     | Petr Bolek         |
| 14 | Rep. Ceca (bandiera)  | D     | Radim Řezník       |
| 15 | Rep. Ceca (bandiera)  | D     | František Ševinský |

| N. |                       | Ruolo | Calciatore         |
| -- | --------------------- | ----- | ------------------ |
| 16 | Rep. Ceca (bandiera)  | C     | Vladimír Darida    |
| 17 | Rep. Ceca (bandiera)  | A     | Jakub Hora         |
| 21 | Rep. Ceca (bandiera)  | D     | Václav Procházka   |
| 22 | Armenia (bandiera)    | C     | Edgar Malakyan     |
| 23 | Slovacchia (bandiera) | A     | Marek Bakoš        |
| 25 | Rep. Ceca (bandiera)  | C     | Martin Sladký      |
| 26 | Rep. Ceca (bandiera)  | C     | Daniel Kolář       |
| 27 | Rep. Ceca (bandiera)  | D     | František Rajtoral |
| 28 | Slovacchia (bandiera) | D     | Marián Čišovský    |
| 29 | Rep. Ceca (bandiera)  | C     | David Štípek       |
| 30 | Rep. Ceca (bandiera)  | P     | Martin Ticháček    |
| 33 | Rep. Ceca (bandiera)  | P     | Roman Pavlík       |
|    | Rep. Ceca (bandiera)  | A     | Stanislav Tecl     |